# Devica in otrok s kanonikom van der Paelejem
Devica in otrok s kanonikom van der Paelejem je velika slika olje na hrastu, ki jo je okoli 1434-1436 naslikal staronizozemski slikar Jan van Eyck. Prikazuje donatorja slike Jorisa van der Paeleja z vizijo svetnikov. Devica Marija je ustoličena v središču polkrožnega prostora, ki predstavlja cerkveno notranjost, z otrokom Jezusom v naročju. Sveti Donacijan stoji na njeni desni, sveti Jurij – tudi donatorjevo ime - na njeni levi. Tablo je naročil van der Paele kot oltarno sliko. Takrat je bil premožni duhovnik iz Bruggesa, vendar starejši in hudo bolan in je to delo namenil kot spomin.
Svetnike je mogoče prepoznati po latinskih napisih, ki obkrožajo robove imitacije izvirnega bronastega okvirja. Van der Paeleja je mogoče prepoznati iz zgodovinskih zapisov. Oblečen je v oblačilo srednjeveškega kanonika, vključno z belo albo, ko pobožno bere iz horarija. Mariji ga predstavi sveti Jurij, njegov svetniški zavetnik, ki v pozdrav snema svojo kovinsko čelado. Sveti Donacijan, oblečen v oblačila svetle barve, stoji levo. Tabla je znana po finosti oblačil, vključno z izvrstnimi upodobitvami krzna, svile in brokata ter izpopolnjeno in podrobno versko ikonografijo. Devičin prestol je okrašen z izrezljanimi upodobitvami Adama in Eve, Kajna in Abla, prefiguracijami Križanja in  Vnebovzetja ter prizori iz Stare zaveze. Slika je obložena z vrsto napisov, ki komentirajo svetnike in vključujejo van Eyckov podpis.
Van der Paeleova tabla velja za eno najbolj uresničenih in ambicioznih del Van Eycka in je bila opisana kot »mojstrovina mojstrovin«.

## Naročilo
Jorisa van der Paeleja lahko prepoznamo tako po njegovi podobnosti kot po očetovskem in materinskem grbu na vogalih vsakega okvirja. Rodil se je v Bruggeu okoli leta 1370, zgodnjo kariero kot papežev pisar pa je preživel v Rimu, preden se je leta 1425 kot bogataš vrnil v rodno mesto. Imenovan je bil za kanonika kolegijske cerkve sv. Donacijan, na položaju, ki mu je dajal dohodek iz različnih župnij v njegovi pristojnosti.
Zaradi bolezni okoli leta 1431 van der Paele ni mogel izpolnjevati funkcij svoje pisarne, zato je razmišljal o svojem položaju kanonika in o svoji smrtnosti. V odgovor je cerkvi podaril kaplanijo in pri van Eycku naročil obravnavano sliko. Umetnik je bil na vrhuncu slave in je bil zelo povpraševan, kar pa je skupaj z velikostjo table pomenilo, da je dokončanje naročila trajalo veliko dlje, kot je bilo sprva predvideno; na okvirju je mogoče najti dva datuma dokončanja, kar pomeni, da je bil prejšnji datum ambiciozen in zamujen.
V zameno za zapuščino je cerkev podelila kanoniku mašo zadušnico, dnevno mašo in tri zaobljubne maše na teden, ki naj bi posredovala pri Bogu v njegovem imenu. Druga kaplanija leta 1443 se je osredotočila na molitve za njegovo družino in zagotovila, da se bo po njegovi smrti maša zadušnica končala z branjem Miserere mei in De profundis. 
Van der Paele je tablo morda hranil v svojih zasebnih sobah ali kot cerkveni oltar. Podaril ga je cerkvi bodisi leta 1436 bodisi ob svoji smrti leta 1443; tam je ostala, dokler ni bila leta 1779 cerkev porušena. Najverjetneje je bilo delo v ladji kot priloga oltarju svetih Petra in Pavla in se uporablja za spominske maše za van der Paeleja in njegovo družino. Po ikonoklazmu leta 1566 je bila nameščena na glavnem oltarju.
Napis na spodnjem imitacijskem okvirju se nanaša na der Paelejevo dobrotje: »Joris van der Paele, kanonik te cerkve, je dal to delo narediti slikarju Jan van Eycku. In tukaj je ustanovil dve kaplaniji v koru Gospodovem. 1434. Vendar jo je dokončal šele leta 1436«.

## Opis
Devica z otrokom je postavljena v polkrožno zaključeno cerkev z ambulatorijem, Marija pa zaseda prostor, kjer bi bila sicer postavljena oltarna slika. Naslikani arhitekturni elementi kot so prestol, okna in oboki so oblikovani v duhu romanske arhitekture. Slika je po tabli Čaščenje mističnega jagnjeta na Gentskem oltarju van Eyckova druga največja ohranjena slika in edina v vodoravnem okvirju. Devico z otrokom odlikuje inovativna uporaba iluzionizma in zapletena prostorska sestava. Slika je ohranjena v svojem prvotnem hrastovem okvirju, ki vsebuje več latinskih napisov, vključno s podpisom van Eycka, datumom dokončanja, imenom donatorja in besedili, povezanimi s sv. Jurijem in sv. Donacijanom. Zgornji rob vsebuje besedne zveze iz Knjige modrosti, ki Marijo primerjajo z »neokrnjenim ogledalom«.
Figure, podrobno naslikana oblačila in arhitektura prostora ter okna so upodobljeni z visoko mero realizma. Van Eyckovo mojstrstvo pri ravnanju z oljem je razvidno iz različnih širin potez čopiča. Natančnost doseženih podrobnosti je še posebej opazna pri upodabljanju niti modre in zlate vezene kape in mitre svetega Donacijana, v tkanju orientalske preproge ter v strnišču in žilah na starajočem se obrazu van der Paeleja.
Tako kot pri Van Eyckovi Madona kanclerja Rolina tudi na tej tabli ustvarja intimno okolje med donatorjem in Devico. To poudarja fizična bližina med njima, ki po besedah umetnostnega zgodovinarja Jeffreyja Chippsa Smitha »miselno in slikovno [krši] ovire med nebom in zemljo« in pomeni, da »so donatorji vizualno ovekovečeni kot zaslužni za pozornost Device in otroka«. Intimnost se še poveča z majhnimi podrobnostmi, kot je prekrivanje donatorja in sv. Jurija, ki meče senco na van der Paeleja in zdi se, da je po naključju stopil na njegov plašč, ko se je nagnil naprej pri pradstavljanju kanononika Devici.

## Ikonografija
Slika je bogata s tipično severnjaško ikonografijo in simboliko. Na splošno se elementi na levi, vključno z imitacijami rezbarskih del, nanašajo na Kristusovo smrt, na desni pa na njegovo vstajenje. Slika vsebuje primere van Eyckove navade, da gledalcu predstavi tisto, kar umetnostni zgodovinar Craig Harbison opisuje kot »preoblikovan pogled na vidno resničnost«, in sicer z umestitvijo majhnih, nevsiljivih podrobnosti, ki »niso prikazale zemeljskega obstoja, ampak kaj [van Eyck] za nadnaravno resnico. Srednjeveški gledalec bi jih bilo zlahka razbral.«
Figure so v cerkvi, obdani z arkado polkrožnih lokov, kar kaže na to, da bi lahko šlo za kor. Zdi se, da je prizor osvetljen z nevidnih oken, svetloba se razliva iz levega ospredja in svinčenih oken za Devičinim prestolom. Marijin prestol je postavljen tam, kjer bi bil običajno postavljen oltar. Otrokova bela tkanina sega čez Marijino rdečo haljo, ki lahko predstavlja zastrto hostijo med obhajanjem evharistije; sklic na Kristusovo smrt in vstajenje.
Cerkve v delu Van Eycka ne temeljijo na zgodovinskih stavbah, ampak so bile kombinacija različnih stavb in izmišljenih prostorov. Cerkev je morda podobna cerkvi sv. Donacijana, ki je bila od takrat porušena; zdi se, da ima podobnosti s cerkvijo Božjega groba v Jeruzalemu z elementi romanske arhitekture. Van Eyckove slike so pogosto prostorsko dvoumne; bolj ko jih gledalec gleda, več vprašanj se postavlja. Odsevajoč konsenz med umetnostnimi zgodovinarji, Ward protislovja razlaga kot »bodisi nenavadno nekoherentno bodisi namerno zasnovano tako, da uresničuje zapleteno simbolno sporočilo«. [29] Marija drži pecelj, ki se zdi, da raste iz perja papige, vrhunec pa je šopek rdečih, belih in modrih rož. Papagaj je bil včasih uporabljen kot emblem Device, vendar je njegovo soočanje z rastlino neskladno. Papiga in rastlina poudarjata cvetno ozadje, ki simbolizira rajski vrt, poudarjen s figurami Adama Eve. Barve cvetov predstavljajo čistost, ljubezen in ponižnost; cvetni listi so simbol križa in Kristusovega pasijona. Pripoved o izvirnem grehu, izgonu in odrešenju je tako zajeta v eni realistični napravi.
Izrezljane upodobitve Adama in Eve se pojavljajo na stebrih prestola. Kapiteli na naslonjalih prestola kažejo, da je Kajn do smrti pretepel Abla s palico na Marijini levi, Samson pa je odprl levjo čeljust na levi. Rezbarije na arhitekturnih kapitelih prikazujejo starozavezne prizore, vključno s srečanjem Abrahama in Melkisedeka ter Izakovo žrtvovanje.

## Okvir in napisi
Tabla je narejena iz šestih vodoravnih desk, povezanih s čelnimi spoji, ojačanimi s cilindrično palico, pri čemer so spoji zlepljeni z rastlinskimi vlakni. Hrbtna stran ni pobarvana, kar kaže na to, da naj bi bila obešena ob steno. Okvir obsega glavni okvir, pribit in privit s strani na dva zunanja dela. Robovi ne kažejo znakov, da imajo tečaje, kar kaže, da je bilo delo mišljeno kot samostojna tabla in ne kot del triptih. Vogali so sestavljeni z vdolbino in votlinami. Vsak vogal je ojačan z dvema klinoma. Table so bile prvotno pobarvane v enotno rjavo barvo in so bile skozi stoletja razgrajene s sijajem in pretiskom. Po vrsti obnov, ki sta jih v glavnem delala Jef Van der Veken v letih 1933–34 in Edmond Florens leta 1977, so v dobrem stanju. Napisi so bili nameščeni na ravnih trakovih med letvami.
Okvir je bogato popisan, s podpisom van Eycka, grbi obeh družin po očetovi in materini strani Van der Paelea, črka, ki označuje vsakega od obeh spremljajočih svetnikov in odlomek, ki hvali Devico. Napisi so naslikani iluzionistično. Zdi se, da so tisti na spodnjem robu z dvignjenimi črkami iz medenine, tisti na obrobah za naročnika pa so bili zarezani v les okvirja.
Napis na okvirju poleg sv. Donacijana se glasi SOLO P [AR] TV NON [VS] FR [ATRV] M. MERS [VS] REDIT [VR]. RENAT [VS] ARCH [IEPISC] O [PVS] PR [ I] M [VS]. REMIS CONSTITVITVR. QVI NV [N] C DEO FRVITVR. (Bil je najmlajši od devetih bratov; vržen v vodo se je vrnil v življenje in postal prvi nadškof v Reimsu. Zdaj uživa božjo slavo). Tisti poleg sv. Jurija se prebere NATUS CAPADOCIA. X [PIST] O MILITAVIT. MVNDI FVG [I] E [N] S OTIA. CESU TRIVMPHAVIT. HIC DRACONEM STRAVIT (Rojen v Kapadokiji, bil je Kristusov vojak, bežal iz brezdelja. / svetovne užitke, zmagal je nad smrtjo in zmagal zmaja). Črke ADONAI so zapisane na Jurijevem naprsniku.
Marijino ogrinjalo je izvezeno z latinskim besedilom, povzeto iz Salomonove modrosti 7,29: Est enim haec speciosior sole et super omnem stellarum dispositionem. Luci conparata invenitur prior ('Ker je lepša od sonca in odlikuje vsako ozvezdje zvezd. V primerjavi s svetlobo se zdi boljša'). Van Eyck je uporabil podoben način v svoji berlinski Madoni v cerkvi, dokončani c. 1438–40. 

## Izvor in vpliv
Slika je ostala v cerkvi, za katero je bila naslikana šele po francoski revoluciji, in je bila za obiskovalce ena znanih umetniških atrakcij Bruggesa. Leta 1547 jo je želela kupiti Madžarska guvernerka Španske Nizozemske, vendar jo je kapitelj vljudno zavrnil, češ da bo to ustvarilo »stokanje, proteste, razburjenje in pritožbe« ljudi. V času kalvinističnega mafijskega ikonoklazma so jo leta 1578 zaradi varnosti preselili v zasebno hišo, do leta 1600 pa so jo postavili s stranskimi krili in odtlej tvori glavno oltarno podobo, ki nadomešča uničeno kovinsko ploščo iz 14. stoletja. Do leta 1628 je bila v zakristiji in od leta 1643 nad novim stranskim oltarjem.
Sliko je skupaj s številnimi drugimi nizozemskimi in flamskimi deli leta 1794 pridobil Musée du Louvre med plenjenjem posesti aristokratov v letih okupacije francoske revolucionarne vojske v Južni Nizozemski. Druga dela, pridobljena na ta način, vključujejo osrednje table van Eyckovega Gentskega oltarja, Hansa Memlinga Moreelov triptih in Kambisova sodba Gerarda Davida. Številne, vključno s tablo van der Paeleja, so vrnili v Brugge leta 1816. Vrnitev je bila zapletena v spor glede nadzora in lastništva med francosko in nizozemsko govorečimi uradniki iz Bruggesa , vendar je bila zaupana flamski akademiji v Bruggeu. Leta 1855 je postala del občinskih zbirk, najprej v muzeju Bogaerdeschool, dokler leta 1930 ni postala del zbirke Groeningovega muzeja.
Slika je bila zelo vplivna v 15. in 16. stoletju. Komplet postavljene Van Eyckove Device na prestolu z razposajenim otrokom v naročju je bil tako široko kopiran, da je postal standard za naslednjih 150 let. Obstajajo številne ohranjene sodobne tesne in proste kopije, med katerimi so najpomembnejše v Kraljevskem muzeju likovnih umetnosti Antwerpen. Adriaen Isenbrandt je van der Paelejevo glavo vključil v svojo Mašo sv. Gregorja iz leta 1550.
Tako tabla kot okvir sta v dobrem stanju. Zaradi ohranjanja prvotnega okvira umetnostni zgodovinarji poleg estetskih lastnosti še posebej zanimajo. Platno je utrpelo majhne izgube barve, razpoke table ali druge poškodbe, bilo je večkrat očiščeno, odkar je prišlo v posest Groeningovega muzeja.